# Kiril Tumanov
Kiril Tumanov (în georgiană კირილ თუმანოვი, în rusă Кирилл Львович Туманов, transliterat: Kirill Lvovici Tumanov; n. 13 octombrie 1913, Sankt Petersburg, Imperiul Rus – d. 4 februarie 1997, Roma, Italia) a fost un istoric și genealogist georgian, specializat pe genealogia medievală a Georgiei, Armeniei, Persiei și Imperiului Roman de Răsărit.